# Асаф Джах I
Асаф Джах I (*20 серпня 1671 — 1 червня 1748) — політичний діяч часів занепаду Великих Моголів, засновник держави Хайдарабад, правив у 1724—1748 роках.

## Життєпис

### Кар'єра
Походив із впливової могольської родини. Його дід був вихідцем з Бухари (сучасний Узбекистан). Батько Газі-уд-дін Сіддікі Фероз Джанг був один з придворних падишаха Ауранґзеба. При народженні звався Мір Камар-уд-дін. Здобув класичну освіту для мусульманина.
У 1677 році завдяки батькові опинився при могольському дворі. Згодом бере активну участь у військових походах. Спочатку у 1684 році очолював загін у 100 кіннотників. Вже у 1688 році отримує в підпорядкування 500 кіннотників та особистий ранг (зат) у 2000. У 1690 році отримує почесний титул Чин Фатх-хан, а у 1691 році — Чин Кілич-хан. Тоді ж відзначився під час облоги маратхської фортеці Вагінгера, за що отримав в керування 5 тисяч кіннотників. З 1697 року очолює почергово війська у Біджапурі, Мальві та Декані.
Після смерті Ауранґзеба сприяв піднесенню Бахадур-шаха I, за що той у 1707 році призначає його намісником Ауда. Втім, у 1712 році у зв'язку із смертю падишаха повертається до Делі. У 1713 році новий падишах Фарук-сіяр призначає Мір Камар-уд-діна намісником Декану із широкими повноваженнями та почесним титулом нізам-уль-мульк. З цього моменту він відомий більше під цим ім'ям. Поступово у декані він створює практично незалежну державу. Разом з тим надсилає гроші до Делі. Проте не зміг допомогти Фарук-сіяру під час заколоту братів Сайїдів. У 1715 році був позбавлений посади.
За нового падишаха Мухаммад Шаха у 1719 році стає дивані (міністром з фінансів) й водночас субедаром (намісником) Мальви, а у 1722 році — великим візиром. На цій посаді Нізам-уль-Мульк намагався вирішити економічні, військові та внутрішньополітичні проблеми імперії, відродити її велич та відбити наступ зовнішніх ворогів. Проте вимушений був постійно боротися з палацовими інтригами.

### Незалежний володар
У 1723 році його знову призначають намісником Декана. Втім доволі швидко падишах став підозрювати нізама-уль-мулька у спробі відколотися від імперії. У 1724 році Мухаммад шах наказав тимчасовому наміснику декана Мубариз-хану повалити Нізама-уль-мулька. Проте останній у битві при Шакаркхеді (у Берарі) розбив супротивника, розширивши свій вплив. Падишах вимушений був визнати владу нізама, надавши ім'я Асаф Джах. З цього моменту починається фактична незалежність держави, яка в подальшому називалася Хайдарабадом або областю Нізама (державою Асаф Джахі).
Асаф Джах претендував на панування у Декані та всій південній Індії. У 1726 році він уклав союз з Самбхаджі II, магараджею Колхапура, проти пешви Баджі Рао I. Війська Асаф Джаха та Колхапура вигнали маратхських збирачів данини з Декану. Це призвело до війни з пешвою. Останній у 1728 році біля Палкхеда (західніше Даулатабаду) оточив військо Асаф Джаха й змусив укласти мир. Нізам відмовлявся від союз з Колхапуром та дозволив маратхським збирачам данини повернутися до Декану.
Проте Асаф Джах не заспокоївся. Він зумів спровокувати конфлікт між Баджі Рао I та сенапаті (очільником війська) Тримбак Рао Дабхаде, що призвела до війни. Але пешва у 1731 році вийшов з неї переможцем та більш небезпечним суперником для Нізама.
У 1736 році він виступив проти військ Надир-шаха, правителя Персії, укі вдерся до Пенджабу. При цьому залишив керувати своїми володіннями у Декані сина Насір Джанга. Водночас у 1738 році Асаф Джах знову кинув виклик маратхам, проте зазнав цілковитої поразки при Бхопалі. За новою угодою Асаф Джах зрікся прав на Мальву, території між річками Нарбада та Чамбал. У 1739 році зазнав цілковитої поразки від персів у Карнальській битві, в результаті чого Делі було захоплено ворогом й пограбовано.
У 1741 році Асаф Джах повернувся до декану, де стикнувся з повстання сина Насир Джанга, яке успішно придушив. У 1743 році розпочав похід проти набоба Аркота, який зробив залежним від себе, поставивши у 1744 році залежного правителя Анвар-уд-діна Мухаммад-хана.
Помер 1 червня 1748 року у Бурханпурі (Берар). Після його смерті розпочалася боротьба між синами за трон.